# Elassogaster nigripes
Elassogaster nigripes är en tvåvingeart som beskrevs av Malloch 1940. Elassogaster nigripes ingår i släktet Elassogaster och familjen bredmunsflugor. Inga underarter finns listade i Catalogue of Life.